# Kyu (nivo)
Kyu (級:きゅう) je japanska učenička oznaka nivoa, korištena u više kulturnih aktivnosti japanskog porijekla.
U japanskim borilačkim vještinama, nosioci kyu nivoa imaju pojaseve ispod crnog. Kyu sistem se rangira od vještine do vještine i od škole do škole. U nekim vještiama, svi kyu vježbači nose bijele pojaseve, dok u nekim drugim vještinama nose u boji, etikete ili trake kojima označavaju kyu nivo.

## Kyu nivoi na japanskom
Neke borilačke vještina za kyu nivoe koriste isključivo japanske nazive. Lista od deset ka prvom kyu:
- 10. Džukyu (十級:じゅうきゅう)
- 9. Kukyu (九級:くきゅう)
- 8. Hačikyu (八級:はちきゅう)
- 7. Nanakyu (七級:ななきゅう)
- 6. Rokyu (六級:ろっきゅう)
- 5. Gokyu (五級:ごきゅう)
- 4. Yonkyu (四級:よんきゅう)
- 3. Sankyu (三級:さんきゅう)
- 2. Nikyu (二級:にきゅう)
- 1. Ikyu (一級:いっきゅう)

Kyu nivoi idu od većeg ka manjem. Npr. prvi kyu je veći od nivoa petog.